# Иванов, Валерий Николаевич (футболист)
Валерий Николаевич Иванов (род. 1 января 1939) — советский футболист, полузащитник.
Воспитанник «Динамо» Ленинград с 1954 года, тренер Ф. А. Гаврилин. В 1956—1958 — в ФШМ. В чемпионате 1958 года провёл два матча в составе «Адмиралтейца». В сентябре 1958 перешёл в команду класса «Б» «Трудовые резервы» Ленинград, в составе которой за полтора года сыграл 15 матчей, забил один гол. С 1960 года — в «Динамо» Ленинград, в 1962 году сыграл 21 игру в классе «А», в 1963 году в чемпионате не играл, во второй группе класса «А» в 1964 году сыграл 15 матчей, в 1965 году провёл один матч на Кубок СССР. В 1966—1968 годах играл в команде второй группы класса «А» «Строитель» Уфа, в июне 1968 — октябре 1969 — в команде «Нефтяник» Салават (в 1968 году называлась «Химик» и «Нефтехимик»).
В течение 12 лет обучался в ГОЛИФК им. П. Ф. Лесгафта.
В январе 1970 — марте 1972 — играющий тренер команды «Шторм» Ленинград. Работал тренером в СДЮШОР «Смена» (апрель 1972 — октябрь 1973), «Ижорце» Колпино (апрель 1974 — июнь 1980), СК «Арсенал» (июнь 1980 — апрель 1997, старший тренер).